# إيلي كوهين
إيلي كوهين (بالعبرية: אלי כהן)، إلياهو بن شاؤول كوهين (26 ديسمبر 1924 - 18 مايو 1965) كان يهوديًا من أصل سوري ولد في مدينة الإسكندرية بمصر لأسرة سورية حلبية هاجرت إلى مصر عام 1924. هاجر إيلي كوهين إلى إسرائيل عام 1957 وعمل جاسوسًا لصالح الموساد الإسرائيلي داخل سوريا بالفترة ما بين 1961–1965 متخفيًا تحت الاسم المستعار «كامل أمين ثابت».
خلال مهمته، أقام كوهين علاقات وثيقة مع كبار الشخصيات السياسية والعسكرية في دمشق، وتمكّن من التغلغل في نسيج السلطة السورية. وفي نهاية المطاف، تمكنت أجهزة مكافحة التجسس السورية من كشف هويته، فاعتُقل وأُدين وفقًا لقانون الطوارئ العسكري، وصدر بحقه حكم بالإعدام نُفّذ شنقًا في ساحة المرجة بدمشق في 18 مايو 1965.

## في مصر
التحق في طفولته بمدارس دينية يهودية ثم درس الهندسة في جامعة القاهرة ولكنه لم يكمل تعليمه، أجاد العبرية والعربية والفرنسية بطلاقة.
في عام 1944 انضم كوهين إلى منظمة الشباب اليهودي الصهيوني في الإسكندرية وبدأ متحمساً للسياسة الصهيونية تجاه البلاد العربية وبعد حرب 1948، أخذ يدعو مع غيره من أعضاء المنظمة لهجرة اليهود المصريين إلى فلسطين. وبالفعل، في عام 1949 هاجر أبواه وثلاثة من أشقائه إلى إسرائيل بينما تخلّف هو في الإسكندرية.
عمل تحت قيادة إبراهام دار وهو أحد كبار الجواسيس الإسرائيليين الذي وصل إلى مصر ليباشر دوره في التجسس ومساعدة اليهود على الهجرة وتجنيد العملاء، تحت اسم جون دارلينج وشكّل شبكةً للمخابرات الإسرائيلية بمصر نفذت سلسلة من التفجيرات ببعض المنشآت الأمريكية في القاهرة والإسكندرية بهدف إفساد العلاقة بين مصر والولايات المتحدة الأمريكية. وفي عام 1954، تم إلقاء القبض على أفراد الشبكة في فضيحة كبرى عرفت حينها بفضيحة لافون. وبعد انتهاء عمليات التحقيق، كان إيلي كوهين قد تمكّن من إقناع المحققين ببراءة صفحته إلى أن خرج من مصر عام 1955 حيث التحق هناك بالوحدة رقم 131 بجهاز الموساد ثم أعيد إلى مصر ولكنه كان تحت عيون المخابرات المصرية التي لم تنس ماضيه فاعتقلته مع بدء العدوان الثلاثي على مصر في أكتوبر 1956.

## تجنيده في إسرائيل
بعد الإفراج عنه، هاجر إلى إسرائيل عام 1957 حيث استقر به المقام محاسباً في بعض الشركات وانقطعت صلته مع الموساد لفترة من الوقت، ولكنها استأنفت عندما طُرد من عمله وعمل لفترة كمترجم في وزارة الدفاع الإسرائيلية ولما ضاق به الحال استقال وتزوج من يهودية من أصل عراقي عام 1959. وقد رأت المخابرات الإسرائيلية في كوهين مشروع جاسوس جيد فتم إعداده في البداية لكي يعمل في مصر، ولكن الخطة ما لبثت أن عُدِّلَت، ورأى الموساد أن أنسب مجال لنشاطه التجسسي هو دمشق. وبدأ الإعداد الدقيق لكي يقوم بدوره الجديد، ولم تكن هناك صعوبة في تدريبه على التكلم باللهجة السورية، لأنه كان يجيد العربية بحكم نشأته في الإسكندرية وكان طالباً في جامعة الملك فاروق وترك الدراسة فيها لاحقاً.
رتبت له المخابرات الإسرائيلية قصة ملفقة يبدو بها سورياً مسلماً يحمل اسم كامل أمين ثابت هاجر وعائلته إلى الإسكندرية ثم سافر عمه إلى الأرجنتين عام 1946 حيث لحق به كامل وعائلته عام 1947. وفي عام 1952، توفي والده في الأرجنتين بالسكتة القلبية كما توفيت والدته بعد ستة أشهر وبقي كامل وحده هناك يعمل في تجارة الأقمشة.
تم تدريبه على كيفية استخدام أجهزة الإرسال والاستقبال اللاسلكي والكتابة بالحبر السري كما راح يدرس في الوقت نفسه كل أخبار سوريا ويحفظ أسماء رجالها السياسيين والبارزين في عالم الاقتصاد والتجارة. مع تعليمه القرآن وتعاليم الدين الإسلامي. وفي3 فبراير 1961، غادر كوهين إسرائيل إلى زيوريخ، ومنها حجز تذكرة سفر إلى العاصمة التشيلية سانتياغو باسم كامل أمين ثابت، ولكنه تخلف في بوينس ايرس حيث كانت هناك تسهيلات معدة سلفا لكي يدخل الأرجنتين بدون تدقيق في شخصيته الجديدة.
وفي الأرجنتين استقبله عميل إسرائيلي يحمل اسم أبراهام حيث نصحه بتعلم اللغة الإسبانية حتى لا يفتضح أمره وبالفعل تعلم كوهين اللغة الإسبانية وكان أبراهام يمده بالمال ويطلعه على كل ما يجب أن يعرفه لكي ينجح في مهمته. وبمساعدة بعض العملاء تم تعيين كوهين في شركة للنقل وظل كوهين لمدة تقترب من العام يبني وجوده في العاصمة الأرجنتينية كرجل أعمال سوري ناجح فكوّن لنفسه هوية لا يرقى إليها الشك، واكتسب وضعا متميزاً لدي الجالية العربية في الأرجنتين، باعتباره رجلاً وطنياً شديد الحماس لبلده وأصبح شخصية مرموقة في كل شيء وتشير بعض الشائعات لتعرّفه على العقيد أمين الحافظ، لكن توقيت استلام الحافظ منصب الملحق العسكري في بيونس آيرس كان قد تزامن مع سفر كوهين لسوريا مما ينفي أي علاقة مسبقة بين الرجلين 
خلال المآدب الفاخرة التي اعتاد كوهين -أو كامل أمين ثابت- إقامتها في كل مناسبة وغير مناسبة، ليكون الدبلوماسيون السوريون على رأس الضيوف، لم يكن يخفي حنينه إلى وطنه سوريا، ورغبته في زيارة دمشق. لذلك، لم يكن غريباً أن يرحل إليها بعد أن وصلته الإشارة من المخابرات الإسرائيلية ووصل إليها بالفعل في يناير 1962 حاملا معه آلات دقيقة للتجسس، ومزودا بعدد من التوصيات الرسمية وغير الرسمية لأكبر عدد من الشخصيات المهمة في سوريا، مع الإشادة بنوع خاص إلى الروح الوطنية العالية التي يتميز بها، والتي تستحق أن يكون محل ترحيب واهتمام من المسؤولين في سوريا. وبالطبع، لم يفت كوهين أن يمر على تل أبيب قبل وصوله إلى دمشق، ولكن ذلك تطلب منه القيام بدورة واسعة بين عواصم أوروبا قبل أن ينزل في مطار دمشق.

## التجسس
أعلن كوهين أنه قرر تصفية كل أعماله العالقة في الأرجنتين ليظل في دمشق مدعياً حب الوطن. وبعد أقل من شهرين من استقراره في دمشق، تلقّت أجهزة الاستقبال في الموساد أولى رسائله التجسسية التي لم تنقطع على مدى ما يقرب من ثلاث سنوات، بمعدل رسالتين على الأقل كل أسبوع.
وفي الشهور الأولى تمكّن كوهين أو كامل من إقامة شبكة واسعة من العلاقات المهمة مع ضباط الجيش والمسؤولين الأمنيين وقيادات حزب البعث السوري. وكان من المعتاد أن يزور أصدقاؤه في مقر عملهم، وكانوا يتحدثون معه بحرية عن تكتيكاتهم في حالة نشوب الحرب مع إسرائيل ويجيبون على أي سؤال فني يتعلق بطائرات الميج أو السوخوي، أو الغواصات التي وصلت حديثا من الاتحاد السوفيتي أو الفرق بين الدبابة ت-54 وت-55 وغيرها من أمور كانت محل اهتمامه كجاسوس. وكانت هذه المعلومات تصل أولا بأول إلى إسرائيل ومعها قوائم بأسماء وتحركات الضباط السوريين بين مختلف المواقع والوحدات. وفي أيلول/سبتمبر 1962، صحبه أحد أصدقائه في جولة داخل التحصينات الدفاعية بمرتفعات الجولان. وقد تمكّن من تصوير جميع التحصينات بواسطة آلة تصوير دقيقة مثبتة في ساعة يده أنتجتها المخابرات الإسرائيلية والأمريكية. ومع أن صور هذه المواقع سبق أن تزودت بها إسرائيل عن طريق وسائل الاستطلاع الجوي الأمريكية، إلا أن مطابقتها مع رسائل كوهين كانت لها أهمية خاصة سواء من حيث تأكيد صحتها، أو من حيث الثقة بمدى قدرات الجاسوس الإسرائيلي. وفي عام 1964، زوّد كوهين قادته في تل أبيب بتفصيلات وافية للخطط الدفاعية السورية في منطقة القنيطرة. وفي تقرير آخر، أبلغهم بوصول صفقة دبابات روسية من طراز ت-54 وأماكن توزيعها وكذلك تفاصيل الخطة السورية التي أعدت بمعرفة الخبراء الروس لاجتياح الجزء الشمالي من إسرائيل في حالة نشوب الحرب. وازداد نجاح كوهين خاصة مع إغداقه الهدايا على مسؤولي حزب البعث السوري.

## القبض عليه

المحكمة العسكرية التي حاكمت كوهين، ويظهر في الصورة، من اليمين إلى اليسار: محمود الحمرا، سليم حاطوم، صلاح الضللي (رئيس المحكمة)، محمد رباح الطويل، خالد أرسلان

بتاريخ 24 كانون الثاني 1965، وبعد 4 سنوات من العمل في دمشق، تم الكشف عن كوهين عندما كانت تمر أمام بيته سيارة رصد الاتصالات الخارجية التابعة للأمن السوري. وعندما ضبطت رسالة مورس صدرت من المبنى الذي يسكن فيه حوصر المبنى على الفور، وقام رجال الأمن بالتحقيق مع السكان ولم يجدوا أحداً مشبوهاً فيه، ولم يجدوا من يشكّوا فيه في المبنى إلا أنهم عادوا واعتقلوه بعد مراقبة البث الصادر من الشقة.
اكتشفه محمد وداد بشير وهو مسؤول الإشارة في الجيش، حيث أن السفارات تبث وفق ترددات محددة، واكتشف وجود بث غير مماثل لهذه الترددات، فداهم سفارة أو سفارتين بعد الإذن بذلك، ثم رصدوا الإشارة مجددًا وحددوا المكان بدقة وداهموا البيت، وقبضوا على الجاسوس متلبسًا، وحاول أن يتناول السم، ولكنهم أمسكوه قبل ذلك.
وفي رواية وهي الأقرب أنه كان يسكن قرب مقر السفارة الهندية بدمشق وأن العاملين بالإتصالات الهندية رصدوا إشارات لاسلكية تشوش على إشارات السفارة وتم إبلاغ الجهات المختصة بسوريا التي تأكدت من وجود رسائل تصدر من مبنى قرب السفارة وتم رصد المصدر وبالمراقبة تم تحديد وقت الإرسال الإسبوعي للمداهمة وتم القبض عليه متلبساً وقبض على كوهين وأعدم في ساحة المرجة وسط دمشق في 18 أيار/مايو 1965.

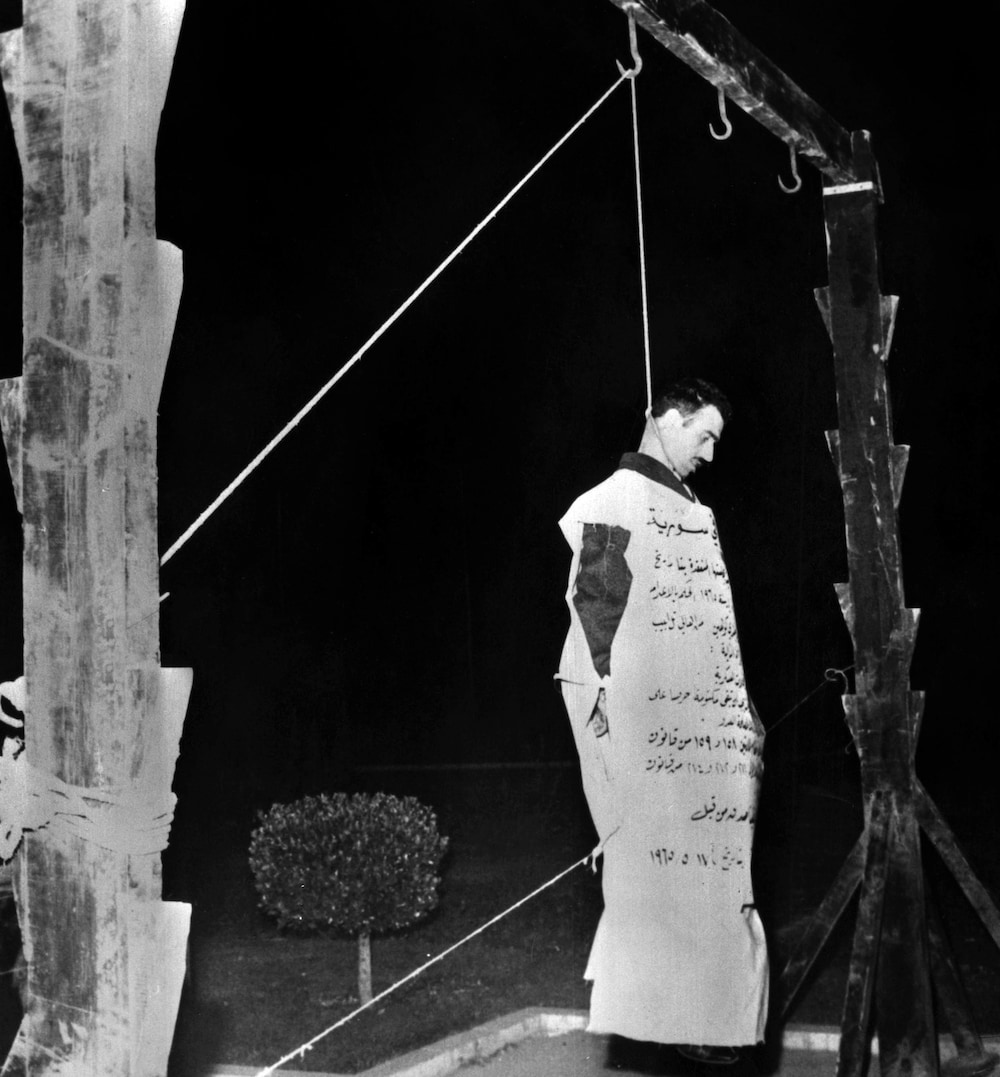
إيلي كوهين على حبل المشنقة في ساحة المرجة بدمشق

## الرواية المصرية
تؤكد تقارير المخابرات المصرية إن اكتشاف الجاسوس الإسرائيلي إيلى كوهين في سوريا عام 1965 كان بواسطة التعاون مع المخابرات السورية وفي نفس الوقت عن طريق الصدفة البحتة حيث أنه في أثناء زيارته مع قادة عسكريين في هضبة الجولان تم التقاط صور له وللقادة العسكريين معه..وذلك هو النظام المتبع عادة لتلك الزيارات..وعندما عرضت تلك الصور على ضباط المخابرات المصرية (حيث كان هناك تعاون بين المخابرات المصرية والسورية في تلك الفترة) تعرفوا عليه على الفور حيث أنه كان معروفا لديهم لأنه كان متهما بعمليات اغتيال وتخريب عندما كان عضواً في العصابات الصهيونية في مصر.
وفي رواية أخرى وردت في كتاب «دماء على أبواب الموساد: اغتيالات علماء العرب» للدكتور يوسف حسن يوسف، أن الكشف عنه كان بواسطة العميل المصري في إسرائيل رفعت الجمال المعروف باسم رأفت الهجان:
"شاهدته مرة في سهرة عائلية حضرها مسؤولون في الموساد وعرّفوني به أنه رجل أعمال إسرائيلي في أمريكا ويغدق على إسرائيل بالتبرعات المالية.. ولم يكن هناك أي مجال للشك في الصديق اليهودي الغني، وكنت على علاقة صداقة مع طبيبة شابة من أصل مغربي اسمها (ليلى) وفي زيارة لها بمنزلها شاهدت صورة صديقنا اليهودي الغني مع امرأة جميلة وطفلين فسألتها من هذا؟ قالت إنه ايلي كوهين زوج شقيقتي ناديا وهو باحث في وزارة الدفاع وموفد للعمل في بعض السفارات الإسرائيلية في الخارج.. لم تغب المعلومة عن ذهني كما أنها لم تكن على قدر كبير من الأهمية العاجلة، وفي أكتوبر عام 1964 كنت في رحلة عمل للاتفاق على أفواج سياحية في روما وفق تعليمات المخابرات المصرية وفي الشركة السياحية وجدت بعض المجلات والصحف ووقعت عيناي على صورة إيلي كوهين فقرأت المكتوب أسفل الصورة، (الفريق أول علي عامر والوفد المرافق له بصحبة القادة العسكريين في سوريا والعضو القيادي لحزب البعث العربي الاشتراكي كامل أمين ثابت) وكان كامل هذا هو إيلي كوهين الذي سهرت معه في إسرائيل وتجمعت الخيوط في عقلي فحصلت على نسخة من هذه الجريدة اللبنانية من محل بيع الصحف بالفندق وفي المساء التقيت مع (قلب الأسد) محمد نسيم رجل المهام الصعبة في المخابرات المصرية وسألته هل يسمح لي أن أعمل خارج نطاق إسرائيل؟ فنظر إليّ بعيون ثاقبة:

- ماذا؟

- قلت: خارج إسرائيل.

- قال: أوضح.

- قلت: كامل أمين ثابت أحد قيادات حزب البعث السوري هو إيلي كوهين الإسرائيلي مزروع في سوريا وأخشى أن يتولّى هناك منصبا كبيرا.

- قال: ما هي أدلّتك؟

- قلت: هذه الصورة ولقائي معه في تل ابيب ثم إن صديقة لي اعترفت أنه يعمل في جيش الدفاع. ابتسم قلب الأسد، وأوهمني أنه يعرف هذه المعلومة، فأصبت بإحباط شديد، ثم اقترب من النافذة وعاد فجأة واقترب مني وقال: لو صدقت توقعاتك يا رفعت لسجلنا هذا باسمك ضمن الأعمال النادرة في ملفات المخابرات المصرية.."
وعقب هذا اللقاء طار رجال المخابرات المصرية شرقًا وغربًا للتأكد من المعلومة، وفي مكتب مدير المخابرات في ذلك الوقت السيد صلاح نصر تجمعت الحقائق وقابل مدير المخابرات الرئيس جمال عبد الناصر ثم طار في نفس الليلة بطائرة خاصة إلى دمشق النقيب حسين تمراز من المخابرات المصرية حاملا ملفا ضخما وخاصا إلى الرئيس السوري أمين الحافظ.
في آخر رسائله أبلغ إيلي كوهين قيادته في إسرائيل عن اتفاق بين سوريا وأحمد الشقيري (سياسي فلسطيني) لتدريب قوات منظمة التحرير الفلسطينية وتم القبض على إيلي كوهين متلبسا وسط دهشة الجميع وأعدم هناك في 18 مايو 1965.
يقول رفعت الجمال «حضرت جنازته في إسرائيل بين رجال الموساد بعد أن أعلنت الصحف العربية نبأ القبض عليه وشاركت الأصدقاء السوريين الحزن عليه والمهم لسقوط (نجمنا) الأسطوري إيلي كوهين».

## أرشيف الموساد عن كوهين
كشف الموساد الإسرائيلي عن وثائق أرشيفية خاصة بجاسوسه في سوريا إيلي كوهن، وعن طرق تدريبه ووصوله لدمشق وقائمة بأهم أسماء المسؤولين السوريين الذين التقاهم واستمد معلوماته منهم.
ويشمل هذا الملف نحو 50 اسما لقادة سوريين نجح كوهن ببناء علاقات معهم خلال النصف الأول من عام 1962 استمد منهم معلومات أو استعان بهم للحصول عليها، وللتعرف على دمشق والتجوال فيها، وتشمل القائمة: جلال السيد نائب رئيس الحكومة السورية، معزى زهر الدين ابن شقيقة قائد الجيش وحاكم لواء إدلب، جورج سالم سيف ملحق صحافي في القنصلية السورية في الأرجنتين ورقيب الصحافة العربية والأجنبية في دمشق لاحقا وقد دعا كوهن للمشاركة في برنامج إذاعي بإذاعة دمشق وقدمه كعروبي عائد لوطنه، كما تعرف كوهن على أحمد هيثم القطب الذي استأجر شقته وهو محام وموظف كبير في البنك المركزي في دمشق وهو مصدر معلومات اقتصادية، وكذلك شقيقه وحيد، مرشد طيران بادر لاصطحابه كوهن في جولة جوية فوق مناطق سوريا.
وتشمل قائمة معارف كوهن في دمشق أيضا عدنان الجابي وهو طيار عسكري في قاعدة دمر، خليل عادل سفور وهو جنرال مسؤول عن قسم الوقود في الجيش في منطقة دمشق، وقالت صحيفة “يديعوت أحرونوت” الإسرائيلية أن هذه الأسماء وغيرها تعرف عليها كوهن في الجولة الأولى التي كان يفترض أن تكون ثلاثة شهور وتم تمديدها لثلاثة أخرى بناء على طلبه، وجاء في التقرير الأرشيفي: “يمكث كوهن في دمشق بنجاح كبير وينسج علاقات واسعة وتغمره السعادة هناك”.
ومع انتهاء الجولة الأولى استقل كوهن طائرة إلى بيروت ومنها إلى بروكسل، حيث التقى بعض مشغليه في وحدة التجسس داخل الموساد ومن ثم وصل لتل أبيب بعد عدة أيام، وتنوه “يديعوت أحرونوت” إلى أن كوهن خضع لاستجوابات عميقة أثمرت عن كتابة أربعة تقارير مفصلة: الفعاليات العملياتية، تقرير استخباراتي حول الحالة السياسية والأجواء في دمشق، تقرير حول مواقف أوساط سورية من الوحدة مع مصر بقيادة عبد الناصر، قيادة الجيش وتقرير حول شخصيات تعرف عليها.
وتم تلخيص الزيارة الأولى كناجحة: تم بناء شخصية مزورة، تم تأمين شقة قريبا من مقر هيئة الأركان، بناء جهاز إرسال لاسلكي، تطوير علاقات وجمع معلومات تشمل تفاصيل عن حركة الدبابات داخل دمشق، جولة جوية في سماء العاصمة، جاهزية سلاح الجو السوري وغيره. وحسب الصحيفة تم تصنيف هذه المعلومات بين معلومات تؤكد المعلوم أو معلومات مساعدة أو معلومات جديدة وهامة.
وصل كوهن لدمشق في أكتوبر 1962 وهذه المرة كانت مهمته جمع معلومات استخباراتية في مواضيع الجيش والسياسة: مفارق الطرق الأساسية، البنى التحتية، معسكرات، التعاون بين المكتب الثاني وبين الأمن العام، المشتريات العسكرية، مكانة حزب البعث وغيره. وفي منتصف أكتوبر بدأ كوهن بإرسال رسائل مشفرة بلغت بمجملها 70 رسالة، 60 منها محتوياتها استخباراتية. وتقول الصحيفة الإسرائيلية إنه أرسل بوتيرة عالية أكثر مما طلب منه مما يدلل على نجاحه بالحصول على معلومات وفيرة بعدما نجح بتوسيع دائرة معارفه هناك.
وشملت هذه البرقيات تقارير عن سلاح الجو السوري وعن حوادثه المختلفة ومعطيات عن قواعد جوية ومخازن ومستودعات وقود والتدريبات العسكرية المختلفة وهذه المرة قام كوهن بجولته في الجولان وداخل مناطق عسكرية مغلقة والتقط صورا فيها وفي الجزء المحتل من الجولان هناك مسار يحمل اسم إيلي كوهن يروي للمتنزهين اليوم ما فعله كوهن في تلك الزيارة.
في نهاية مارس/آذار 1963 عاد كوهن لتل أبيب ومر بتدريبات على أجهزة إرسال وقراءة نصوص بالشيفرة أكثر دقة هذه المرة، وتم إعداده للبقاء سبعة شهور في الزيارة الثالثة لدمشق، وأوكلت له مهمة جمع معلومات محددة منها ما يتعلق على سبيل المثال بمنشأة اتصالات قريبا من نبق، وتحديد معالم خطوط الهاتف بين دمشق وحمص وتعقب نقليات الوقود وغيره.
وفي مايو/أيار عاد كوهين عبر بروكسل وبيروت ومنها بسيارة أجرة “تاكسي” إلى دمشق وبحوزته أجهزة دقيقة وهذه المرة أكثر من جولاته خارج العاصمة السورية برفقة أصدقاء وضباط، فزار إدلب والحمة وحلب وبلودان وطرابلس وبعث 100 برقية، 70 منها بمضمون استخباراتي حول حركة الطيران وبعثات الطيارين لموسكو وتحركات عسكرية وتحديد حواجز عسكرية وفعاليات حزب البعث واعتقال ناصريين.
وفي ديسمبر/كانون أول 1963 غادر كوهن دمشق لبيروت ومنها لبروكسل وتل أبيب، ونتيجة تغييرات في المؤسسة الاستخباراتية الإسرائيلية صار كوهن يتبع الموساد بدلا من الاستخبارات العسكرية. وللجولة الرابعة غادر كوهن تل أبيب إلى ألمانيا في مارس/آذار 1964 وتركزت مهمته هذه المرة حول معلومات خاصة بسلاح الجو السوري.
وعند عودته جدد علاقاته مع معارفه وأصدقائه ووزع عليهم هدايا من أوروبا وأجرى اتصالات تجارية مع شركات ملابس سورية وواصل جمع المعلومات وزار مطار المزة وإدلب وبلودان والزبداني وقطنا وحمص، وأرسل هذه المرة 100 برقية مشفرة كثير منها حول ضباط بسلاح الجو السوري وقواعد عسكرية وأجهزة رادار وتحرك بعض الوحدات العسكرية ومستودعات سلاح وأنظمة الأمن والحراسة فيها وفعاليات قاعدة القيادة العامة وتفصيل الانتقال بين الحدود اللبنانية السورية ووصف الأحوال الاقتصادية والسياسية في سوريا، قبل أن يغادر البلاد في أغسطس/آب 1964 ليعود لاحقا.
وعند عودته كانت زوجته ناديا قد أنجبت طفلتين صوفي وإيريت وحاملا بابنه شاي، وتقرر إطالة مدة إقامته في البلاد ريثما ينتهي من طقوس طهور ابنه المولود، وبدأ الموساد يعد له جدول مهمات لجولة خامسة تشمل معلومات عن حزب البعث واستقرار النظام الحاكم ومفارق هامة في سوريا وخطوط هاتف ولم يكن ما يشي بأنه لن يعود من الجولة التجسسية الخامسة.

### جاسوسان في دمشق والقاهرة
وحسب ما قال مشغله خرج كوهن لسوريا عبر أوروبا بحالة معنوية عالية جدا واهتم بترك هدايا لأسرته، لكن زوجته نادية تنفي هذه الرواية وتقول إنه غادر البيت وهو يقول لها “قدماي بالنار”، معتبرة ذلك تلميحا إلى أن ثمة من يشك به في سوريا.
وفي ديسمبر/كانون أول أرسل برقيته الأولى من دمشق، وحتى يناير/كانون ثاني 1965 أرسل 29 برقية ويستدل منها أنه واصل عمل التجسس دون أن يتطرق لأي مشكلة واجهته فزود الموساد بمعلومات عن اجتماعات ولقاءات في قصر الرئاسة ومقر القيادة العامة بمشاركة سياسيين وعسكريين، وبعث معلومات عن حافظ الأسد وقائد الجيش صلاح جديد وعن مشروع تغيير مسار نهر البانياس ووحدات عسكرية وغيرها.
وتضيف الصحيفة الإسرائيلية أن الموساد تلقى رسالة فارغة من كوهن في 19 يناير/كانون ثاني وكانت هذه إشارة لوقوعه في ورطة، وفي 26 الشهر وصلت برقية تهكمية مفادها أن كوهن بأيدي السوريين. تم الكشف عن الجاسوس الإسرائيلي في دمشق بعد الكشف عن جاسوس آخر في القاهرة يدعى وولفينغ لوتس، وهناك من يعتقد أن هذين الفشلين اللذين أصابا الموساد بحالة شلل نجما عن ثقة مفرطة بالنفس من جهة الجاسوسين ومشغليهما الذين ظنوا أن انتحال الشخصية سيطول كثيرا.
وهناك من يظن أن هناك سببا آخر يرتبط بكثرة المهام التي أوكلت لهما مما أثار شبهات ومنها تخبئة متفجرات ربما يطلب منهما تفجيرها لاحقا علاوة على تعقب نازيين هاربين من ألمانيا. وتعتبر “يديعوت أحرونوت” أن السبب الحقيقي القاطع خلف فضح إيلي كوهن لا يزال غامضا حتى اليوم.
في تقارير الموساد الأرشيفية ترد عدة ترجيحات منها ما يتعلق بجودة قصة التغطية وشخصية التاجر المنتحلة، وأنظمة تحركاته وسفرياته والانتقال من جمع عام لجمع معلومات فعال ومحدد علاوة على مهام عملياتية شاذة أنيطت به. لكن تقارير الموساد التاريخية لا تنفي خيارات أخرى وتقول إنه ربما وقع في خطأ لكنها ترجح أن مجمل البرقيات منه وله هي السبب الأساسي لانكشافه إذ أرسل كمية مضاعفة من الإرساليات التي طلبت منه.
'وصية كوهين'
ذكرت الصحيفة أن جهاز مخابرات غربي أخبر إسرائيل عام 1965 أن أجهزة تنصت وتعقب دقيقة سوفيتية الصنع بحوزة السوريين هي التي كشفت عن وجود أجهزة إرسال في شقة كوهن، وتتابع: “في مارس/آذار 1965 نشرت صحيفة لبنانية حديثا مع مدير المكتب الثاني السوري أحمد سويداني قال فيه إن كوهن كان تحت المراقبة لمدة عام”.
وتدعي الصحيفة أن كوهن تعرض للتعذيب من قبل المخابرات السورية التي حصلت منه على معلومات حول عمل الموساد وأساليبه قبل فرض حكم بالإعدام عليه في محكمة عسكرية، وكان الجنرال عبد الحليم حاطوم أحد قضاتها وهو من الذين شاركوا في حفلات أقامها كوهن في شقته.

ذكرت صحيفة «يديعوت أحرونوت» بأنه تم استحضار كل بائعات الهوى اللواتي استدعاهن كوهين لشقته لقضاء الأوقات مع الضباط خلال الاحتفالات في شقته، وفي 18 مايو/أيار 1965 تم إعدام كوهين شنقا وتركت صوره وهو معلق في ساحة المرجة انطباعات قاسية على الإسرائيليين ولاحقا وجهت ناديا كوهين اتهامات لرئيس الموساد مائير عميت بالتسبب بموت زوجها، ولم تستجب لوصية زوجها في رسالته الأخيرة قبل شنقه وبقيت لوحدها ولم تتزوج ثانية.

## كوهين في الثقافة
- أنتج فيلم أمريكي يحمل اسم جاسوس المستحيل (بالإنجليزية: The Impossible Spy) سنة 1987م، ببطولة جون شيا في دور كوهين، وصوّر في إسرائيل.[10]
- في مسلسل باب الحارة وبالتحديد في جزئيه الرابع والخامس، دخلت على حارة الضبع شخصية جديدة تحت اسم مأمون بك ويكنّى أبو كامل (مثل دوره الفنان فايز قزق) وهو جاسوس فرنسي كان يعمل في الأرجنتين وعاد للوطن ثريا ويدافع عنه وينقذ الكثير من الناشطين بعلاقاته مع أكبر قادة الجيش الفرنسي. هذه الشخصية تشبه لحد كبير إيلي كوهين إذا أنهما يتشاركان في الاسم «كامل» ومكان الإقامة «الأرجنتين» و«حب الوطن والثراء والعلاقات الكبيرة والرفيعة» وأخيرا يتم إعدام الإثنين في الساحات.
- في 2019 بثت شبكة نتفليكس مسلسلا من إنتاجها يحمل اسم الجاسوس (بالإنجليزية: The Spy) وهو من بطولة الممثل الكوميدي الإنجليزي ساشا بارون كوهين والممثلة الإسرائيلية هادار راتزون روتيم، بدور زوجته نادية، من تأليف وإخراج جدعون راف.[11]

## رُفات ايلي كوهين
ذكرت صحيفة «يديعوت أحرونوت»  أن الرئيس الإسرائيلي رؤوفين ريفلين توجّه سر إلى نظيره من روسيا لطلب المساعدة على نقل رفات الجاسوس الإسرائيلي إيلي كوهين، الذي أُعدم في سوريا عام 1965، إلى إسرائيل ليتم دفنه في مقبرة يهودية، وادّعت الصحيفة أن الرئيس الروسي وعد ريفلين ببحث الموضوع، وكانت السلطات السورية رفضت من قبل طلبات إسرائيلية متكررة بهذا الشأن، بزعم أنها لا تعلم مكان دفن الرفات.
في 15 أبريل 2019، زعمت صحيفة جيروزاليم بوست أن وفداً روسياً غادر دمشق حاملاً رفات إيلي كوهين متوجهاً إلى إسرائيل، وبعد عدة أيام نفت الخارجية الروسية، صحة الأنباء التي تم تداولها بشكل واسع خلال الأيام الماضية، ورأت فيها «افتراءات لا أساس لها» وفقا لبيان أصدرته الوزارة.
وفي مايو 2025 أعلنت إسرائيل عن استعادة "الأرشيف السوري الرسمي" المتعلق بإيلي كوهين، والذي يشمل حوالي 2500 وثيقة وصوراً ومقتنيات شخصية، أبرزها وصيته بخط يده وتسجيلات من استجوابه، بالإضافة إلى جوازات سفر مزورة وصور له مع مسؤولين سوريين. وتأتي العملية في إطار جهود متواصلة لمعرفة مصير كوهين ومكان دفنه بعد إعدامه في دمشق عام 1965. كما التقى رئيس الوزراء نتنياهو ورئيس الموساد نادية كوهين لتسليمها المواد، في ثاني عملية إسرائيلية معلنة داخل سوريا منذ سقوط نظام الأسد في ديسمبر 2024.
ومن بين الوثائق التي أعادتها إسرائيل برزت الوصية التي كتبها إيلي كوهين لزوجته وعائلته:
| إيلي كوهين | إلى زوجتي نادية وعائلتي الحبيبة، أكتب إليكم هذه الكلمات الأخيرة وأطلب منكم أن تكونوا على صلة دائمة مع بعضكم، وأرجوكي أن تسامحيني يا ناديا، وأن تهتمي بنفسك وبالأولاد وتحافظى عليهم، وتثقفيهم تثقيفاً كاملاً، وألا تحرمي نفسك أو تحرميهم من شي، وكوني علي صلة دائمة مع أهلي.. ويمكنك الزواج من غيري حتى لا يكبر الأولاد بدون أب، ولكي كامل الحرية في ذلك، وأرجوكي ألا تضيعوا وقتكم بالبكاء على الماضي، انظروا دائمًا إلى المستقبل... ولا تنسوا الصلاة لروحي ولروح والدي... إليكم جميعًا، أحر قبلاتي والسلام. | إيلي كوهين |